# Маргиналии
Маргиналии в ръкописите или книгите са ръкописни бележки върху белите полета отстрани на текста. Те имат летописен характер или служат за поясняване или коментиране на части от текста или абзаца. Сходни с маргиналиите са приписките, които са бележки, оставени от преписвачи или читатели. В този смисъл синоним на приписка е думата глоса в едно от няколкото ѝ значения.
За разлика от маргиналиите и приписките, които са неформални по своя характер, формалният начин за добавяне на бележки към документ се нарича анотация.
В старинните ръкописи маргиналиите и приписките имат важно текстологично значение като свидетелства на епохата и за самото съчинение. Някои от тях са свързани с историята на създаването на ръкописа, включително цена за набавяне на материала, възнаграждението за труда, продажна цена, дарителство. Други отразяват събития от обществения и личният живот на автора на приписката, датировки на събития, сведения за природни стихии и небесни явления, за урожая и цените на селскостопански продукти и други.